# Josh Sitton
(en) Statistiques sur pro-football-reference
Josh James Sitton (né le 6 juin 1986 à Pensacola) est un sportif professionnel américain de football américain ayant joué au poste d'offensive guard dans la National Football League (NFL) pendant onze saisons (2008-2018).
Au niveau universitaire, il a joué pour les Knights de l'université du Centre de la Floride dans la NCAA Division I FBS pendant trois saisons (2007-2007) avant d'être sélectionné lors du quatrième tour de la draft 2008 par le franchise NFL des Packers de Green Bay. Avec les Packers, il obtient quatre sélections pour le Pro Bowl et remporte le Super Bowl XLV. Il rejoint ensuite les Bears de Chicago (2016-2017) et termine sa carrière chez les Dolphins de Miami en 2018.
Sutton est intronisé au Temple de la renommée des Packers en 2023.

## Biographie

### Jeunesse
Sitton étudie au lycée catholique de Pensacola (en) où il pratique le football américain et le basket-ball. Il évolue aux divers poste de la ligne offensive au cours de ses deux premières saisons et n'enregistre que trois sacks. Lors de sa dernière saison, il est replacé sur la ligne défensive et réalise cinquante plaquages et six sacks. Il est sélectionné dans la deuxième équipe des meilleurs joueurs lycéens des États-Unis. Les sites Rivals.com et Scout.com ne le classent cependant pas dans les meilleurs, lui attribuant une note de joueur basique,.

### Carrière universitaire
Sitton n'est pas cité dans les meilleurs joueurs de ligne de la classe 2004. Après avoir reçu des offres de l'université d'État Nicholls et de l'université de l'Alabama à Birmingham, il choisit d'intégrer l'université du Centre de la Floride et son équipe des Knights évoluant dans la Conference USA de la NCAA Division I FBS,.
Lors de sa première saison avec les Knights, il participe à onze matchs dont quatre en tant que titulaire au poste d'offensive guard. La saison suivante, il est replacé au poste d'offensive tackle où il joue treize matchs. Il devient titulaire et dispute l'intégralité des matchs de la saison 2007. Il est ainsi sélectionné dans la première équipe de la saison universitaire 2007. Propulsés en partie par l'année exceptionnelle de Sitton, les Knights remportent leur tout premier titre de conférence en 2007.

### Carrière professionnelle

#### Draft
Josh Sitton est sélectionné en 135e choix global lors du quatrième tour de la  draft 2008 de la NFL par la franchise des Packers de Green Bay.

#### Packers de Green Bay
Le 23 juillet 2008, Sitton signe un contrat rookie de quatre ans incluant une prime à la signature de 384 000 $. En 2008, il joue onze matchs (dont deux en tant que titulaire). Élément clé de la ligne offensive des Packers, il débute tous les matchs au poste de garde droit pendant les saisons 2009 et 2010, y compris tous les matchs éliminatoires de l'équipe.
En fin de saison 2010, il est désigné meilleur joueur offensif de l'année par les anciens de la NFL (NFL Alumni Association), et est également sélectionné en tant que remplaçant pour le Pro Bowl 2011. Il n'y participe pas, les Packers ayant gagné le Super Bowl XLV 31 à 25 contre les Steelers de Pittsburgh. Le 2 septembre 2011, il signe une prolongation de contrat de cinq ans avec les Packers.
Après la saison 2012, Sitton est déplacé au poste de garde gauche alors qu'il avait passé ses cinq premières années au poste de garde droit. Le 21 janvier 2013, Sitton est choisi pour remplacer Mike Iupati au Pro Bowl, sa première sélection effective. Le 3 janvier 2016, Sitton commence son premier match en carrière au poste de tackle gauche, remplaçant David Bakhtiari blessé lors du dernier match de saison régulière des Packers contre les Vikings du Minnesota. Le 3 septembre 2016, Sitton est libéré par les Packers de manière inattendue.

#### Bears de Chicago
Le 4 septembre 2016, Sitton signe un contrat de trois ans avec les Bears de Chicago pour un montant de 21,75 millions de dollars dont 10 garantis.
Sitton révèle que les raisons de sa signature avec les Bears étaient notamment : la rapidité avec laquelle l'accord a été conclu, le climat du Midwest, comparé à la chaleur du Sud, et la proximité de son lieu de résidence, dans la région de Green Bay. Il a nié que sa signature ait été motivée par une volonté de « revanche » pour jouer contre Green Bay deux fois par an. Sitton est contraint de manquer la première rencontre du 20 octobre contre les Packers à la suite d'une blessure à la cheville encourue lors de l'un des derniers jeux du match précédent contre Jacksonville. Il joue le match à domicile contre Green Bay le 18 décembre, tout en déclarant qu'il ne s'agissait que d'un autre match, « Je n'y pense pas trop. Je ne suis pas vraiment ce genre de personne en général. Je ne m'émeus pas trop, je ne m'en fais pas trop. Donc, c'est juste le prochain match pour nous, un adversaire de division ». Les Bears perdent de justesse contre Green Bay dans l'un des matchs les plus froids jamais joués au Soldier Field.
Malgré trois absences dues à une blessure à la cheville et le pire bilan des Bears en 16 matchs dans l'histoire de la franchise, Sitton est sélectionné au Pro Bowl en remplacement de son ancien coéquipier T. J. Lang. Sa présence sur la ligne offensive permet au running back rookie Jordan Howard de terminer deuxième de la ligue en course et permet aux quarterbacks des Bears de totaliser le troisième plus grand nombre de yards gagnés à la passe de l'histoire de l'équipe.
Il s'agit de la troisième sélection consécutive de Sitton au Pro Bowl, et sa quatrième au total. « Plus on vieillit, plus on les apprécie », a déclaré Sitton. « On ne peut pas jouer éternellement à un haut niveau dans ce sport. Je ne sais pas si je reviendrai un jour. L'âge rend la chose encore plus spéciale. Mais je suis encore jeune, bon sang. ».
En mars 2017, Sitton révèle avoir le sentiment d'avoir franchi une étape importante à l'aube de sa 10e saison en NFL. « J'ai eu de la chance. Beaucoup de joueurs n'ont pas de chance. Ils attrapent le virus des blessures et ce genre de choses. J'ai eu la chance d'éviter cela. Et vraiment, ce qui fait la différence dans ce milieu, c'est de rester en bonne santé. Et j'y suis parvenu », a déclaré Sitton<.
En 2017, Sitton débute 13 matchs aux postes de garde droit et gauche pour les Bears. Le 20 février 2018, les Bears déclinent l'option du contrat de Sitton, le rendant ainsi agent libre.

#### Dolphins de Miami
Le 16 mars 2018, Sitton signe un contrat de deux ans avec les Dolphins de Miami,. Le 14 septembre 2018, Sitton subit une déchirure de la coiffe des rotateurs ce qui met fin à sa saison.
Le 13 mars 2019, Sitton est libéré par les Dolphins.

#### Retraite
Le 4 avril 2019, Sitton annonce qu'il va prendre sa retraite du football américain professionnel après une carrière de onze saisons dans la NFL et le 4 décembre 2019, Sitton déclare qu'il prend sa retraite en tant que joueur des Packers.
Sitton est ensuite intronisé au Temple de la renommée des Packers le 31 août 2023.

## Palmarès
- Vainqueur du Super Bowl XLV ;
- Sélectionné dans la première équipe All-Pro en 2014 ;
- Sélectionné dans la deuxième équipe All-Pro en 2013 et 2015 ;
- Sélectionné pour les Pro Bowls 2013, 2015, 2016, et 2017 au terme des saisons 2012, 2014, 2015 et 2016 ;
- Intronisé au Temple de la renommée des Packers de Green Bay en 2023 ;
- Intronisé au Temple de la renommée des Knights de l'UCF en 2021 ;
- Sélectionné dans la première équipe de la Conference USA en 2007.

## Vie privée
Sitton a joué au football américain au lycée avec Roman Reigns.
Sitton et sa femme sont mariés depuis juillet 2016 à Pensacola. Ils ont une fille en juillet 2017 et un garçon en avril 2019.
Sitton apparait dans le film « Pitch Perfect 2 » avec un groupe de coéquipiers de l'époque.
Depuis 2013, Sitton retourne dans son lycée pour accueillir le Josh Sitton Football ProCamp destiné aux jeunes de la région. Il siège également au conseil d'administration du Studer Community Institute. Au sein de cet établissement, il se consacre principalement à la préparation à l'entrée en maternelle. Il organise chaque année l'événement Light Up Learning pour soutenir cette cause. Depuis sa retraite, il s'implique davantage dans son entreprise de construction, la Bear General Contractors, spécialisée dans la construction commerciale dans le nord-ouest de la Floride. Sitton a récemment fait un don à son ancienne école, le lycée catholique de Pensacola, dans le cadre d'une campagne visant à agrandir les installations sportives et à construire une nouvelle cafétéria.